# Labyrintové těsnění

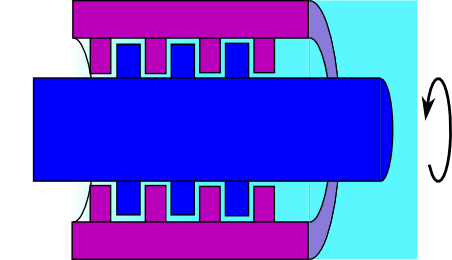
Schéma labyrintového těsnění

Labyrintové těsnění je speciální těsnění používané k bezkontaktnímu utěsnění dvou vzájemně rotujících součástí. Jako příklad je možné uvést těsnění otáčející se klikové hřídele proti nepohyblivému uložení (blok motoru), kdy z jedné strany odděluje prostor mazaný olejovou náplní od suchého prostoru nebo jiné olejové náplně.
Labyrintové těsnění je tvořeno soustavou drobných kanálků, skrz které těsně (ale bezkontaktně) prochází hřídel. Vzhledem k povrchovému napětí tekutiny je tímto ztížen její průchod. V okamžiku, kdy se obě části těsnění začnou proti sobě rotačně pohybovat, dojde k vírovému pohybu tekutiny a tato je díky tomu vytlačována do jedné strany. Pro usnadnění tohoto jevu je někdy labyrintové těsnění konstruováno jako jemný závit, kdy se vzájemným pohybem tekutina vytlačuje ve směru závitu.
Tento typ těsnění se díky bezkontaktnosti používá především v aplikacích, kde je nutné brát zřetel na trvanlivost a spolehlivost (rychloběžné plynové turbíny, motory...). Na druhou stranu je díky nutnosti velmi přesného obrobení výrazně dražší než běžné gufero a je citlivé na znečištění těsněného média abrazivy, případně agresivními složkami.